# Rune Wenzel
Gösta Elof Rune Wenzel, född 4 januari 1901 i Göteborgs domkyrkoförsamling, död 29 juli 1977, var en svensk fotbollsspelare (högerytter) som mellan 1917 och 1932 representerade Gais. Han är en av Gais mest välmeriterade spelare, med tre SM-guld och tre ytterligare seriesegrar som inte räknades som SM-segrar. Wenzel spelade även 30 A-landskamper för Sverige.

## Karriär
Wenzel började sin fotbollskarriär i kvartersklubben Holmens FF i Göteborg, en klubb som han själv var med och bildade. Han värvades snart till Gais, och redan som 17-åring blev han reserv i A-laget. När storstjärnan "Abben" Olsson blev skadad 1918 fick han göra debut i Gais A-lag, där han sedan blev bofast på högerkanten i 13 år.
Från den allsvenska starten 1924 till dess att han lade av med fotbollen 1932 spelade han totalt 160 allsvenska matcher i Gais och gjorde 33 mål; sammanlagt blev det 197 matcher och 43 mål för klubben. Han har kallats prototypen för en ytter, med fantastisk bollkontroll och mycket välriktade inlägg. Han var snabb och svår att stoppa, och slog sina fruktade inlägg på ett sätt som var svårt för motståndarna att läsa – ibland kom de i steget, ibland löpte han ända ner till kortlinjen så att det "rök krita" när inlägget kom. Totalt vann han sex titlar med Gais. Wenzel lånades 1925 ut till IFK Göteborg för en vänskapsmatch mot Blackburn Rovers.
Utanför planen var Wenzel styrelseledamot för Holmens FF 1916–1918, för Brandkårens IF i Göteborg 1929–1936 och för Gais 1931–1937. I det civila var han brandman.

## Landslagskarriär

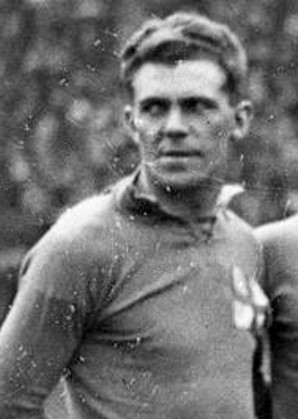
Rune Wenzel med svenska landslaget.

Wenzel fick debutera i Sveriges A-landslag redan som 18-åring 1919, och han spelade mellan 1919 och 1930 30 landskamper för landslaget (1 mål). Han är tillsammans med Kurt Axelsson Gais meste landslagsman.

## Familj
Rune Wenzel hade en äldre bror, Gunnar Wenzel, som spelade i IFK Göteborg och därefter blev allsvensk domare.

## Meriter
- SM-guld 1919
- SM-guld 1922
- Seger i svenska serien 1922/1923
- Seger i allsvenskan 1924/1925
- Seger i allsvenskan 1926/1927
- SM-guld 1930/1931